# Valkjärvi (sjö i Finland, Päijänne-Tavastland, lat 61,02, long 25,17)
Valkjärvi är en sjö i Finland. Den ligger i Hämeenkoski i kommunen Hollola i landskapet Päijänne-Tavastland, i den södra delen av landet, 90 km norr om huvudstaden Helsingfors. Valkjärvi ligger 104,3 meter över havet. Arean är 73,7 hektar och strandlinjen är 3,78 kilometer lång. Sjön  ingår i Kumo älvs huvudavrinningsområde.   I omgivningarna runt Valkjärvi växer i huvudsak blandskog.